# ジブチ・フラン
ジブチ・フラン（フランス語: Djiboutian franc）は、ジブチの通貨。ISOコードはDJF。概念上はサンチームという補助単位があり、1フラン＝100サンチームだが、インフレーションにより現在サンチーム硬貨は発行されていない。

## 紙幣・硬貨
1、2、5、10、20、50、100、500フランの硬貨と、1000、2000、5000、10000フランの紙幣が発行されている。